# 2016 في أستراليا
فيما يلي قوائم الأحداث التي وقعت خلال عام 2016 في أستراليا.

## سياسة

### تعيين في المنصب
- 2 يوليو – آني علي عضو مجلس النواب الأسترالي.
- 2 يوليو – برايان ميتشيل عضو مجلس النواب الأسترالي.
- 2 يوليو – جوليان هيل عضو مجلس النواب الأسترالي.
- 2 يوليو – ستيفن جونز عضو مجلس النواب الأسترالي.
- 2 يوليو – مايك كيلي عضو مجلس النواب الأسترالي.
- 19 يوليو – جريج هنت وزير الصناعة والابتكار [الإنجليزية]‏.

### انتهاء فترة المنصب
- 2 يوليو – ستيفن جونز عضو مجلس النواب الأسترالي.
- 19 يوليو – جريج هنت وزير الاستدامة والبيئة والمياه والسكان والمجتمعات [الإنجليزية]‏.

## رياضة
- 1 يناير – أستراليا المفتوحة 2016
- 31 يناير – سباق كاديل ايفانز 2016 الفائزون نيكولو بونيفازيو، بيتر كينو، سكاي 2016 [الإنجليزية]‏، باتريك لان (دراج)، لي هوارد، مايكل ستورر.

## أفلام
من الأفلام التي صدرت هذه السنة في أستراليا:
- 1 يناير – أسطورة طرزان من إخراج دايفيد ييتس.
- 1 يناير – ارتجاج في المخ من إخراج بيتر لاندسمان [الإنجليزية]‏.
- 1 يناير – السبعة الرائعون من إخراج أنطوان فوكوا.
- 1 يناير – الضوء بين المحيطات من إخراج ديريك كيانفرانس.
- 1 يناير – سولي من إخراج كلينت إيستوود.
- 1 يناير – صانع الفساتين من إخراج جوكلين مورهوس.
- 1 يناير – صرخة الرعب من إخراج روب ليترمان [الإنجليزية]‏.
- 1 يناير – من الأفضل أن تحترس
- 1 يناير – هاكسو ريدج من إخراج ميل غيبسون.
- 26 فبراير – جودز أوف إيجبت من إخراج أليكس بروياس.
- 15 يوليو – صائدو الأشباح من إخراج بول فيغ.
- 21 ديسمبر – الركاب من إخراج مورتين تيلدوم.
- 26 ديسمبر – ريزدنت إيفل: ذي فاينال شابتر من إخراج بول أندرسون.

## برامج ومسلسلات وأنمي
- مدمرو الخرافات

## وفيات

### يناير
- 9 يناير – بيتر هول غافن (مواليد 1951)

### أبريل
- 25 أبريل – توم لويس (مواليد 1922) سياسي أسترالي.

### أغسطس
- 16 أغسطس – أندرو فلوران (مواليد 1970) لاعب كرة مضرب أسترالي.